# لحم التمساح

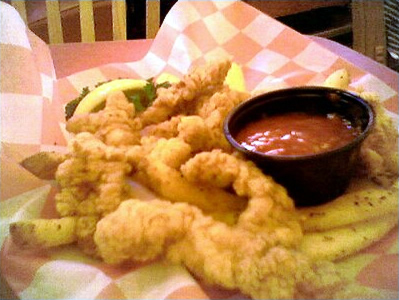
ذيل تمساح مقلي في مطعم في تكساس

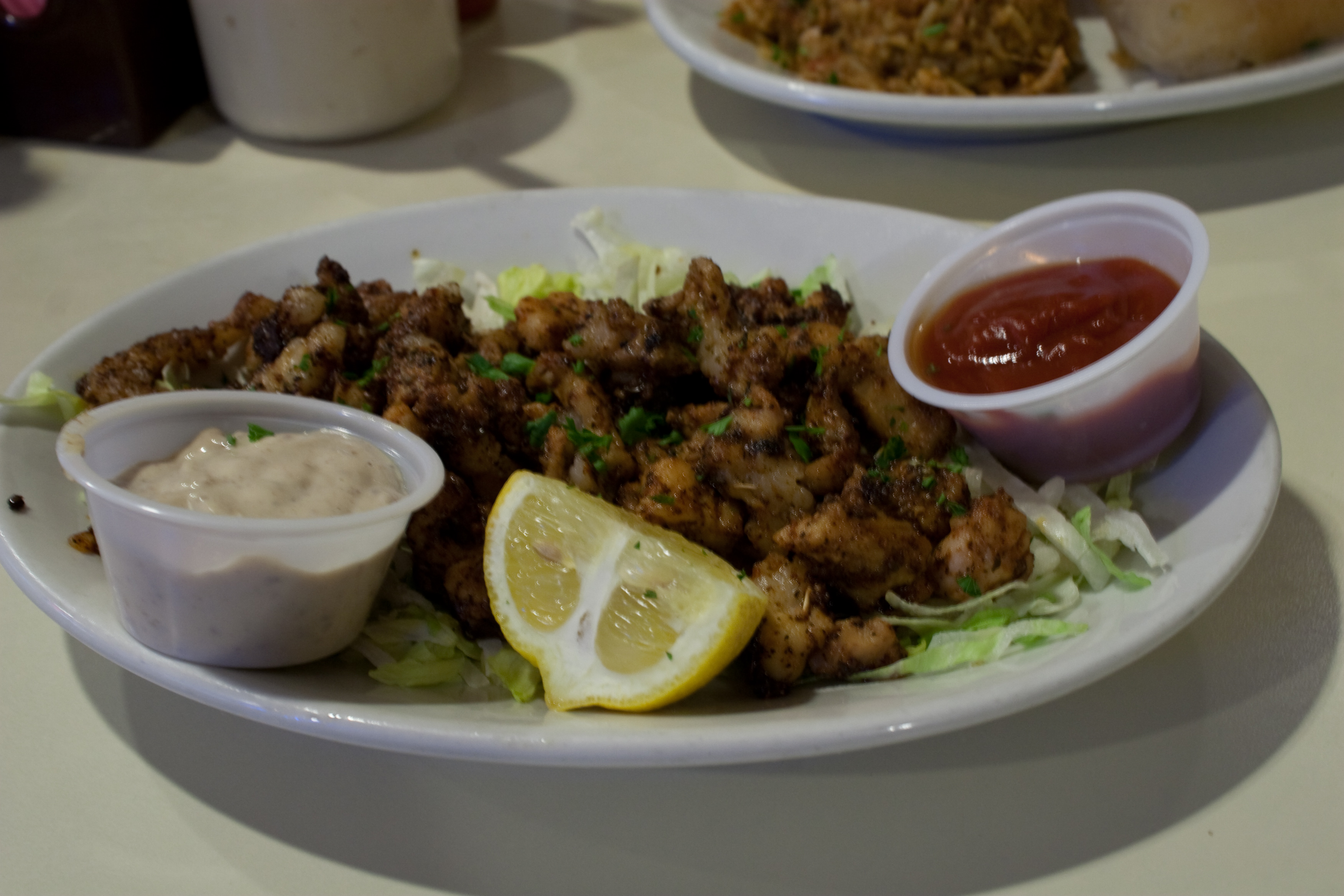
تمساح أسود اللون في مطعم فيليكس في نيو أورليانز، لويزيانا، الولايات المتحدة

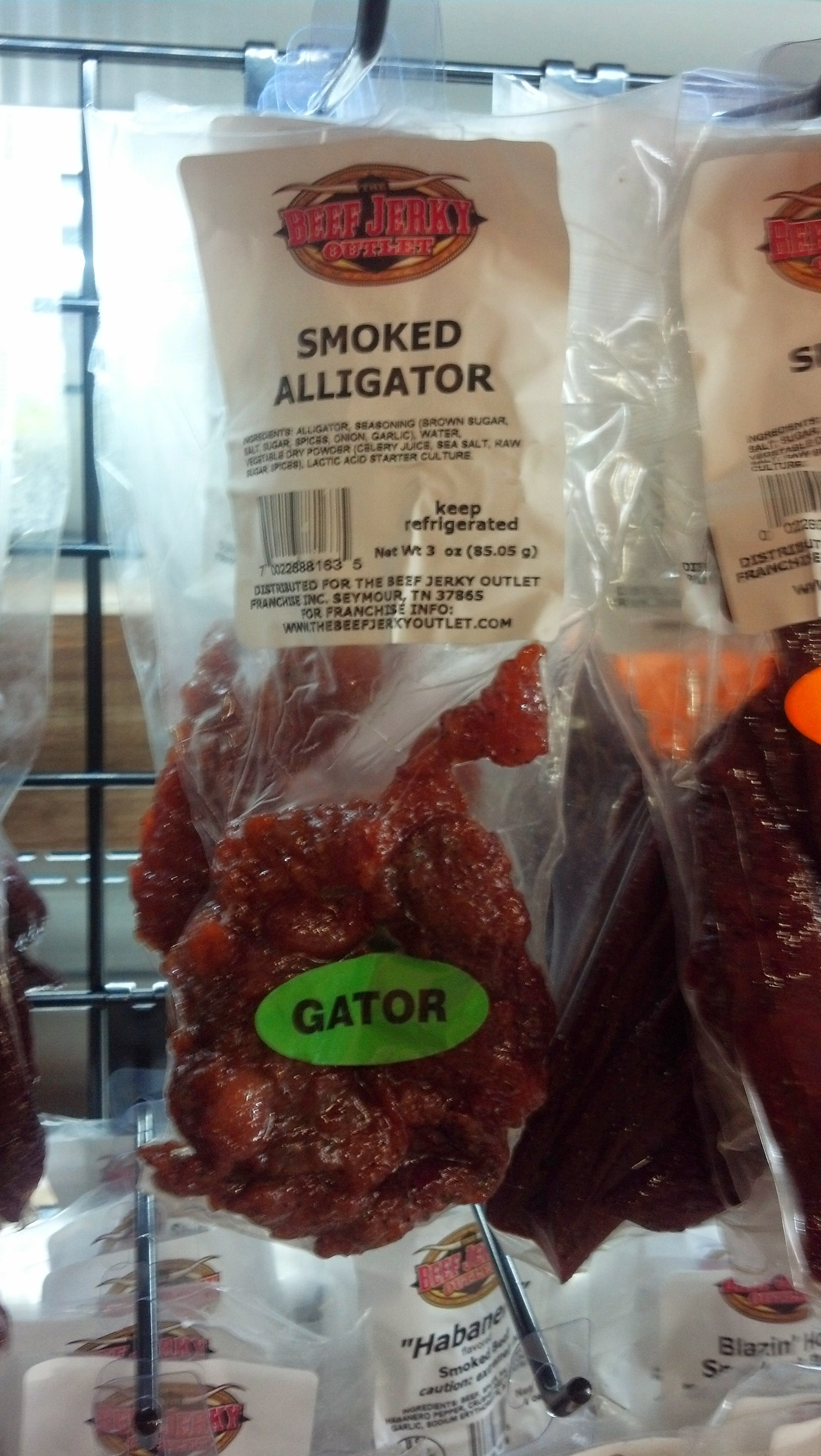
تمساح مدخن متشنج في متجر في ريتشفيلد، ويسكونسن، الولايات المتحدة

لحم التمساح هو لحم الذي يصنع من التماسيح والمخصص للاستهلاك. اُسْتُخْدِم تاريخياً وفي العصور المعاصرة في مطابخ مختلفة في جنوب الولايات المتحدة. يمكن أيضًا استهلاك بيض التمساح. لحم التمساح غني بالبروتين وقليل الدهون، وله نكهة خفيفة وبنية قاسية.
داخل الولايات المتحدة لا يمكن الحصول عليه بشكل قانوني إلا من مزارع التماسيح وموسم الصيد القانوني القصير في بعض الولايات. يمكن شراء لحم التمساح من المزارع في متاجر الأطعمة المتخصصة، وبعض متاجر البقالة، ويمكن أيضًا طلبه عبر البريد. تقوم بعض الشركات الأمريكية بمعالجة وتسويق لحوم التمساح المشتقة من ذيل التمساح فقط. ويمكن أيضًا تحويله إلى طعام للحيوانات الأليفة.

## التركيب
يحتوي 100-غرام (3 1⁄2-أونصة) من لحم التمساح القياسي 600 كيلوجول (143 كيلو سعرة) من الطاقة الغذائية، و29 جرامًا من البروتين، و%3 دهون، و65 ملليجرامًا من الكوليسترول. كما أنه يحتوي على كمية كبيرة من الفوسفور والبوتاسيوم وفيتامين ب12 والنياسين والأحماض الدهنية الأحادية غير المشبعة. 
يوصف لحم التمساح بأنه ذو نكهة خفيفة وبنية قاسية. طعمه مثل طائر السمان، مع نكهة تشبه السمك قليلاً، وغالبًا ما تكون مطاطية، اعتمادًا على التحضير.

## التحضير
هناك طرق مختلفة للتحضير والطهي، بما في ذلك التطريّة، والتتبيل، والقلي العميق، والطبخ، والتحميص، والتدخين، والقلي. يستخدم لحم التمساح في أطباق مثل جومبو، ويستخدم في مطبخ لويزيانا الكريول التقليدي.
تأتي قطع اللحم المستخدمة من ذيل الحيوان وعموده الفقري، والتي توصف بأنها "القطع الأفضل للاختيار".

## تاريخ

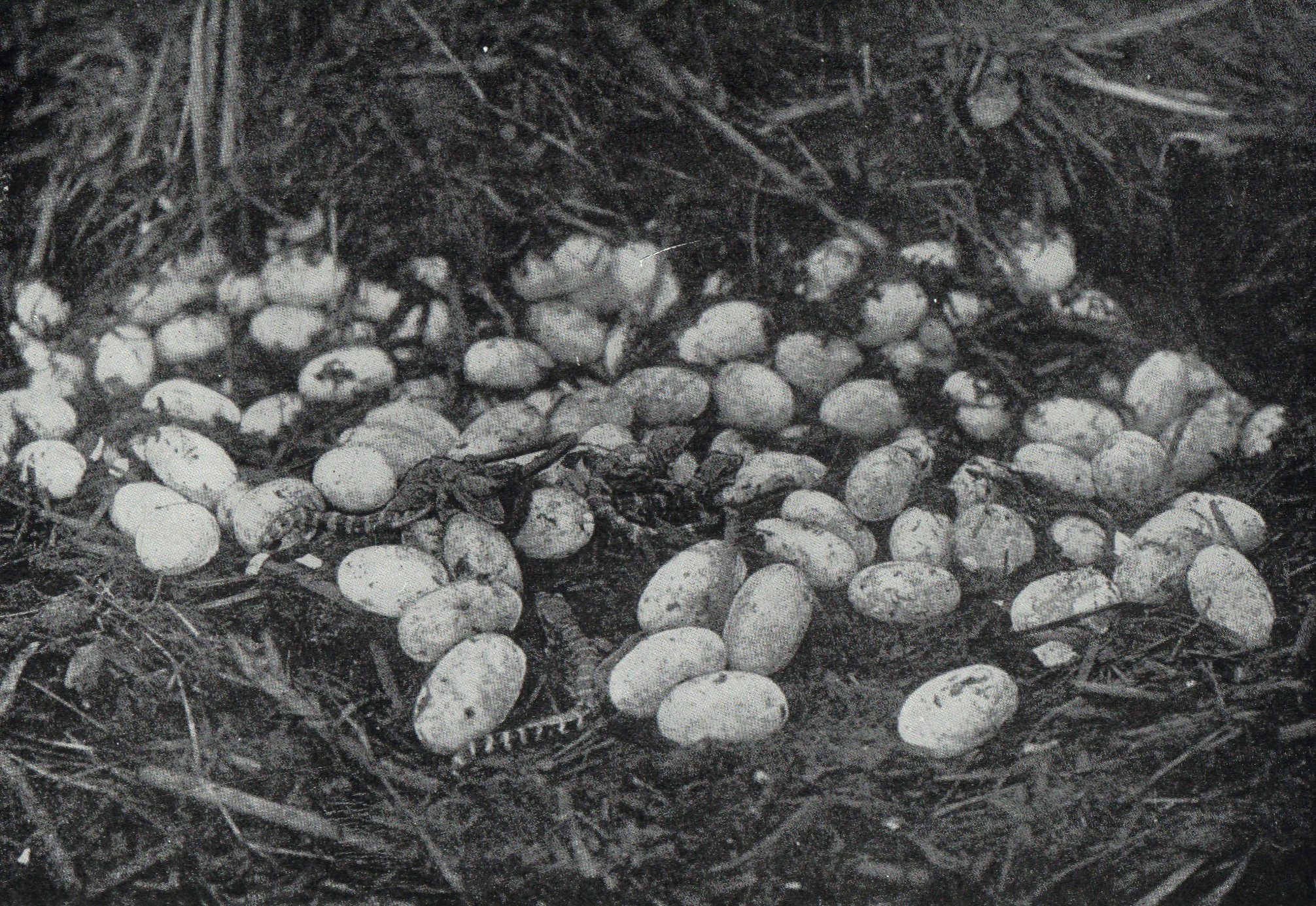
يستهلك البشر أيضًا بيض التمساح

### الولايات المتحدة
في منتصف القرن التاسع عشر، اُستخدام لحم التمساح في بعض المأكولات الإقليمية في أجزاء من جنوب الولايات المتحدة. خلال ذلك الوقت، اُسْتُخْدِم في أطباق مثل جومبو.
كان بيض التمساح أيضاً جزءًا من المطبخ في العديد من تلك المناطق في أوائل القرن العشرين. كان الناس يحصدون البيض ثم يبيعونه كمصدر للدخل.
يعد حصاد بيض التمساح البري أمرًا غير قانوني دون الحصول على تصريح مناسب؛ يواجه المخالفون غرامات كبيرة وعقوبة السجن.

## الوضع القانوني

### الولايات المتحدة
في الولايات المتحدة، يعد صيد التمساح قانونيًا في أركنساس وساوث كارولينا ولويزيانا  وجورجيا وتكساس. ويمكن الحصول على اللحوم من مزارع التماسيح.